# Ejnar Hertzsprung
| Odkryte planetoidy: 2 | Odkryte planetoidy: 2 |
| --------------------- | --------------------- |
| (1627) Ivar           | 25 września 1929      |
| (1702) Kalahari       | 7 lipca 1924          |

Ejnar Hertzsprung (ur. 8 października 1873 we Frederiksbergu, zm. 21 października 1967 w Roskilde) – duński chemik i astronom, który sklasyfikował typy gwiazd, wiążąc ich barwę z jasnością absolutną.

## Życiorys
W 1911 roku opublikował kilka wersji wykresu, w których porównał kolor i jasność gwiazd. Wykresy te stały się podstawą do opracowania dzisiejszej wersji diagramu Hertzsprunga-Russella.
W 1913 opracował skalę jasności dla gwiazd zmiennych cefeid, co umożliwiło pomiar odległości wewnątrzgalaktycznych.
Odkrył dwie planetoidy: (1627) Ivar (grupa Amora) i (1702) Kalahari.

## Wyróżnienia
Nagrody:
- Złoty Medal Królewskiego Towarzystwa Astronomicznego (1929)
- Bruce Medal (1937)

Nazwane jego imieniem:
- Hertzsprung – krater na Księżycu
- Planetoida (1693) Hertzsprung